# بهرنس ۱۶۵۱
سیارک ۱۶۵۱ (به انگلیسی: 1651 Behrens، نامگذاری:1936HD) هزار و ششصد و پنجاه و یکمین سیارک کشف شده‌است که در ۲۳ آوریل ۱۹۳۶ و در نیس کشف شد.
قدر مطلق سیارک برابر ۱۲٫۱۰ است.